# I Love You OK?
《I Love You OK?》是香港歌手黎明的錄音室專輯，全碟由陳永明監製，專輯於1992年12月由唱片公司寶麗金首次發行，獲得六白金銷量（三十萬張以上）。這是「Marlboro Red Hot Hits」系列的專輯之一，收錄了10首歌曲，其中8首歌曲改編自日本或台灣流行曲。

## 曲目列表
| 曲序     | 曲目           |          | 作曲     | 编曲     | 备注                                                                                                 | 时长  |
| -------- | -------------- | -------- | -------- | -------- | --- | ----- |
| 1.       | I Love U OK?!  | 林敏驄   | 後藤次利 | 唐奕聰   | 原曲為MASARINA的〈いい人でいられない〉                                                               | 4:16  |
| 2.       | 情難自控       | 簡寧     | 林隆璇   | 唐奕聰   | 原曲為張信哲的〈難以抗拒妳容顏〉 其他版本為彭家麗的〈何故、何苦、何必〉 無線電視劇《都市的童話》插曲 | 3:53  |
| 3.       | 我愛ICHI BAN   | 劉卓輝   | 後藤次利 | 盧東尼   | 原曲為MASARINA的〈世界で一番近くにいて〉                                                             | 3:54  |
| 4.       | 但願我瀟灑     | 向雪懷   | 岸正之   | 盧東尼   | 原曲為稲垣潤一的〈Ms. Joanna〉                                                                       | 4:57  |
| 5.       | 雙雙對對       | 向雪懷   | 周治平   | 袁卓繁   | 〈我只有這麼多〉粵語版                                                                               | 3:56  |
| 6.       | 我的感覺是場夢 | 劉卓輝   | 黎明     | 唐奕聰   | 無線電視劇《都市的童話》插曲                                                                         | 4:05  |
| 7.       | 夢中相擁       | 簡寧     | 後藤次利 | 盧東尼   | 原曲為工藤静香的〈Please〉 開首的bass獨奏由林志宏演奏                                                | 4:21  |
| 8.       | 傻癡癡         | 向雪懷   | 槙原敬之 | 唐奕聰   | 原曲為槙原敬之的〈三人〉 無線電視劇《都市的童話》主題曲                                              | 4:08  |
| 9.       | 黎明前的浪漫   | 劉卓輝   | 玉置浩二 | 唐奕聰   | 原曲為安全地帶的〈微笑みに乾杯〉                                                                     | 4:27  |
| 10.      | 追趕太陽       | 簡寧     | 陳永明   | 蘇德華   | | 3:51  |
| 总时长： | 总时长：       | 总时长： | 总时长： | 总时长： | 总时长：                                                                                             | 41:48 |

## 幕後製作人員
以下是《I Love You OK?》專輯的幕後製作人員名單：
- 鍵琴：唐奕聰（曲目1,2,6,8,9）、盧東尼（曲目3,4,7）、袁卓繁（曲目5）、丁志光（曲目10）
- 結他：鄧建明（曲目1,2,6,8,9）、蘇德華（曲目3,4,7,9）、Jim T. Knettle（曲目4,5）
- 低音結他：林志宏（曲目3,7）、Stephen Andrew Hogg（曲目4,5）
- 電子樂器：唐奕聰（曲目1,2,6,8,9）、Richard Yuen（曲目5）
- 和音：張偉文（曲目1,2,4－6,9）、陳美鳳（曲目1－9）、譚錫禧（曲目1,4－6,8,9）、李小梅（曲目1－10）、雷有曜（曲目2,3,7,8,10）、雷有輝（曲目3,7,8）、曹潔敏（曲目3,7－10）、蘇德華（曲目10）
- 鼓：陳偉強（曲目3,7）、Nicanor D. Ledesma（曲目4）
- 弦樂：熊宏亮（曲目3,4）
- 美術指導：Joel Chu
- 攝影：Sam Wong
- 靜物攝影：Victor Hung
- 監製：陳永明
- 經理人公司：百事活娛樂事業有限公司

## 評論摘要
綜合各界評論，這張專輯的其中一首主打歌曲〈我愛ICHI BAN〉保留了原曲的日本風格，以「Band Sound」形式編曲，感覺爽朗，鼓、貝斯、電結他都好聽，這首歌的調子與舞蹈編排互相配合，給大眾視聽上的新感受，評論認為黎明當時的演唱技巧較為幼嫩，但也能夠做到澎湃的力量，表現黎明渾身是勁的感覺。另一首主打歌曲〈傻癡癡〉的節奏和編曲能夠討好聽眾，歌曲的音調較原曲為低，評論認為是明智之舉，令人感覺更加溫柔浪漫，且認為黎明演唱的聲音有點空洞，似乎刻意推大了，效果更像在睡夢中說話。

## 流行榜成績
以下是《I Love You OK?》的派台歌曲名單，以及其歌曲在香港三大電子媒體音樂流行榜的最高位置。
| 派台歌曲／流行榜    | 903專業推介 | 中文歌曲龍虎榜 | 勁歌金榜 | 參考   |
| ------------------- | ----------- | -------------- | -------- | ------ |
| 〈我愛ICHI BAN〉    | 季軍        | 第5位          | 冠軍     | [ 11 ] |
| 〈I Love You OK?!〉 | 冠軍        | 第16位         | 冠軍     | [ 12 ] |
| 〈傻癡癡〉          | 亞軍        | 冠軍           | 未有資料 | [ 13 ] |

## 獎項
以下是收錄於《I Love You OK?》專輯的歌曲獲頒發的獎項：
- 電視廣播有限公司1992年度勁歌金曲季選——第四季得獎歌曲〈我愛ICHI BAN〉[14]